# محمد رشاد الحمزاوي
محمد رشاد الحمزاوي (12 مارس 1934 - 15 نوفمبر 2018) باحث وجامعي ومعجمي تونسي.

## تكوينه
ولد بمدينة تالة من ولاية القصرين ودخل الكتاب بمسقط رأسه ثم التحق بالتعليم الابتدائي بمدينة الكاف ثم التحق بعد ذلك بالمدرسة الصادقية بتونس العاصمة، وبعد الحصول على الباكالوريا التحق بمعهد الدراسات العليا بتونس ومنه إلى جامعة السربون بباريس حيث أحرز على الإجازة في اللغة العربية عام 1960 ثم واصل الدراسة بجامعة ليدن بهولندا، حيث أحرز على شهائد في اللغات السامية (العبريّة والآرامية والسريانية) وعلى دكتوراه الدولة في اللغة العربية وآدابها من جامعة السربون عام 1972.

## مساره المهني والعلمي
عمل محمد رشاد الحمزاوي بالجامعة التونسية كما عمل بالخليج العربي بجامعات الإمارات العربيّة وعُمان. وإلى جانب ذلك أسندت إليه مسؤوليات إداريّة عديدة بتونس ومن أهمها إدارة التعليم العالي وإدارة دار المعلمين العليا بتونس. وهو عضو في العديد من المجامع وأحد مؤسسي جمعية المعجمية العربية بتونس وقد ترأسها كما ترأس تحرير مجلتها مجلة المعجمية.

## مؤلفاته
لمحمد رشاد الحمزاوي حوالي خمسة وعشرين كتابًا أدبيّا وعلميّا إلى عدد كبير من المقالات والبحوث اللغويّة:
- من مؤلّفاته الأدبيّة بودودة مات، طرنَنُّو (مجموعة قصصية).
- ومن مؤلفاته في المعجمية:
- أعمال مجمع اللغة العربية بالقاهرة مناهج ترقية اللغة تنظيرا ومصطلحا ومعجما، دار الغرب الإسلامي، بيروت 1988.
- من قضايا المعجم العربي قديما وحديثا، دار الغرب الإسلامي، بيروت 1986.
- العربية والحداثة أو: الفصاحة فصاحات، الناشر: دار الغرب الإسلامي، 1986.
- النظريات المعجميّة العربية وسُبلها إلى تبليغ الخطاب العربي والإنساني

## وصلات خارجية
- محمد رشاد الحمزاوي على موقع أرشيف الشارخ.